# Gideon Wahlberg
Gideon Wahlberg (18 de junio de 1890-3 de mayo de 1948) fue un escritor, guionista, compositor, actor y director teatral y cinematográfico de nacionalidad sueca.

## Biografía
Nacido en Estocolmo, Suecia, su nombre completo era Gustaf Gideon Wahlberg.
Wahlberg debutó sobre el escenario a los quince años de edad. Fue director en el Arbisteatern de Norrköping entre 1918 y 1931 y en 1933 y 1934.
Escribió cerca de 25 comedias, muchas de ellas adaptadas a la pantalla, haciéndose incluso una producción televisiva con Söderkåkar. Entre los años 1924 y 1947 se representaron diecinueve de sus piezas en el Tantolundens friluftsteater. Wahlberg también escribió letras y melodías para revistas de Ernst Rolf.
Gideon Walhlberg fundó la fraternidad Thalias en Norrköping en 1922. Falleció en Estocolmo, Suecia, en 1948. Fue enterrado en el Cementerio Norra kyrkogården, en Norrköping. Había sido padre del compositor Herbert Wahlberg.

## Teatro

### Dramaturgo
- 1924 : Äventyr vid kolonistugan (escrita con Walter Stenström)
- 1925 : Kärlek och landstorm (escrita con Walter Stenström)
- 1926 : Skärgårdsflirt
- 1927 : Anna-Lenas friare
- 1928 : Stockholmsgrabbar
- 1929 : Westerbergs pojke
- 1930 : Söderkåkar
- 1931 : I gamla Djurgårdssta'n
- 1932 : Tokstollar och högfärdsblåsor
- 1933 : Vackra Sissi, eller Kärlek u.p.a.
- 1934 : Johannis i Lillegår'n
- 1935 : Grabbarna i 57:an
- 1936 : Folket i Skinnarviksbergen
- 1937 : Söder om Slussen
- 1938 : Kärlek och cirkus
- 1939 : Luftman & C:o
- 1939 : Kärlek och guldfeber
- 1939 : Don Juan i 7:an
- 1940 : De tre malajerna
- 1941 : Söders tyrolare
- 1942 : Sibyllan i 5:an
- 1943 : Fattiga friare
- 1945 : Bröllop i Tanto
- 1946 : Cirkus hela da'n
- 1947 : Tänk om jag gifter mig med August (escrita con Werner Ohlson)

### Director
- 1932 : Tokstollar och högfärdsblåsor, de Gideon Wahlberg, Tantolundens friluftsteater[1]
- 1933 : Vackra Sissi, eller Kärlek u.p.a., de Gideon Wahlberg, Tantolundens friluftsteater[2]
- 1934 : Johannis i Lillegår'n, de Gideon Wahlberg, Tantolundens friluftsteater[3]
- 1938 : Kärlek och cirkus, de Gideon Wahlberg, Tantolundens friluftsteater[4]
- 1938 : Stockholmsfilurer, de Gideon Wahlberg, Odeonteatern de Estocolmo[5]
- 1939 : Don Juan i 7:an, de Gideon Wahlberg, Odeonteatern de Estocolmo[6]
- 1939 : Kärlek och landstorm, de Gideon Wahlberg y Walter Stenström, Odeonteatern de Estocolmo[7]
- 1940 : Strax lite varmare, de Gideon Wahlberg, Ch. Henry y Einar Molin, Odeonteatern de Estocolmo[8]
- 1941 : Luddes melodi, de Ch. Henry y Einar Molin, Odeonteatern de Estocolmo[9]
- 1941 : Söders tyrolare, de Gideon Wahlberg, Tantolundens friluftsteater[10]
- 1941 : Luddes underbara resa, de Ch. Henry y Einar Molin. Odeonteatern de Estocolmo[11]
- 1942 : Grand Hôtel Ludde, de Ch. Henry y Einar Molin, Odeonteatern de Estocolmo[12]
- 1942 : Sibyllan i 5:an, de Gideon Wahlberg, Tantolundens friluftsteater[13]
- 1942 : Glada gatan, de Ch. Henry y Einar Molin, Odeonteatern de Estocolmo[14]
- 1943 : Peppar och parfym, de Ch. Henry y Einar Molin, Odeonteatern de Estocolmo[15]
- 1943 : Fattiga friare, de Gideon Wahlberg, Tantolundens friluftsteater[16]
- 1943 : Glitter och gliringar, de Ch. Henry y Einar Molin, Odeonteatern de Estocolmo[17]
- 1944 : Bröderna Rims sagor, de Ch. Henry y Einar Molin, Odeonteatern de Estocolmo[18]
- 1945 : Bröllop i Tanto, de Gideon Wahlberg, Tantolundens friluftsteater, dirigida con Werner Ohlson[19]

### Actor
- 1922 : Halta Lena och vindögda Per, de Ernst Fastbom, Tantolundens friluftsteater[20]
- 1922 : Det stora mågakriget, de Walter Stenström y Nanna Wallensteen, escenografía de Walter Stenström, Tantolundens friluftsteater[21]
- 1925 : Kärlek och landstorm, de Gideon Wahlberg y Walter Stenström, Tantolundens friluftsteater[22]
- 1932 : Skeppar Ömans flammor, de Siegfried Fischer, Mosebacketeatern[23]
- 1933 : En Söderpojke, de Siegfried Fischer, escenografía de Siegfried Fischer, Mosebacketeatern[24]
- 1939 : Kärlek och landstorm, de Gideon Wahlberg y Walter Stenström, escenografía de Gideon Wahlberg, Odeonteatern de Estocolmo

## Selección de su filmografía

### Actor
- 1920 : Carolina Rediviva
- 1923 : Janne Modig
- 1927 : Hin och smålänningen
- 1931 : Kärlek och landstorm
- 1932 : Söderkåkar
- 1932 : Två hjärtan och en skuta
- 1932 : Ett skepp kommer lastat
- 1933 : Lördagskvällar
- 1934 : Flickorna från Gamla stan
- 1934 : Kvinnorna kring Larsson
- 1935 : Skärgårdsflirt
- 1935 : Tjocka släkten
- 1935 : Larsson i andra giftet
- 1935 : Flickor på fabrik
- 1936 : Kvartetten som sprängdes
- 1937 : Skicka hem Nr. 7
- 1938 : Vi som går scenvägen
- 1940 : Romans
- 1941 : Lasse-Maja
- 1941 : Spökreportern
- 1942 : En äventyrare
- 1942 : Sexlingar
- 1943 : Sonja
- 1943 : Elvira Madigan
- 1943 : I mörkaste Småland
- 1944 : Skeppar Jansson
- 1946 : Saltstänk och krutgubbar
- 1948 : Glada paraden

### Guionista
- 1931 : Kärlek och landstorm
- 1932 : Söderkåkar
- 1932 : Ett skepp kommer lastat
- 1933 : Lördagskvällar
- 1934 : Flickorna från Gamla stan
- 1934 : Kvinnorna kring Larsson
- 1935 : Grabbarna i 57:an
- 1935 : Skärgårdsflirt
- 1935 : Tjocka släkten
- 1935 : Larsson i andra giftet
- 1937 : Skicka hem Nr. 7
- 1937 : Odygdens belöning
- 1937 : Än leva de gamla gudar
- 1938 : Baldevins bröllop
- 1938 : Vi som går scenvägen
- 1970 : Söderkåkar (TV)
- 1972 : Skärgårdsflirt
- 1978 : Grabbarna i 57:an eller Musikaliska gänget

### Director
- 1936 : Söder om landsvägen
- 1937 : Odygdens belöning
- 1938 : Baldevins bröllop
- 1938 : Vi som går scenvägen

## Compositor (selección)
- Dansen går på Svinnsta skär
- Som en dröm går dansen
- Du ska ha tack
- Gamla stan
- Dragspelspolka
- Hon har de vackraste ögon i världen
- Ingalill
- Så ofta i skymningens stunder